# 黑尔姆施塔特-巴尔根
黑尔姆施塔特-巴尔根是德国巴登-符腾堡州的一个市镇。总面积27.95平方公里，总人口3646人，其中男性1812人，女性1834人（2011年12月31日），人口密度130人/平方公里。